# Emerald Lake Hills (Kalifornija)
Emerald Lake Hills je naseljeno područje za statističke svrhe u američkoj saveznoj državi Kalifornija. Prema popisu stanovništva iz 2010. u njemu je živjelo 4,278 stanovnika.